# 叶道英
叶道英（1906年—1989年3月28日），广东梅县人，中华人民共和国政治人物。叶剑英之弟。

## 生平
叶道英早年曾就读于广州中山大学、上海政法大学。中华人民共和国成立后，他历任广州市人民政府参事，中央人民政府侨务委员会参事，国务院参事，第五至七届全国政协常委等职。他于1989年3月28日在北京去世，享年83岁。

## 家庭
叶道英之子叶选基为香港国叶集团主席。